# De grachtengordel (roman)
De grachtengordel is een in 1992 verschenen sleutelroman van Geerten Meijsing over het literaire circuit in het Amsterdam van de jaren zeventig en tachtig. In drie delen van elk twaalf hoofdstukken wordt steeds meer ingezoomd op het moment dat hoofdpersoon Erik Provenier een grote literaire prijs wordt toegekend. Ook op andere wijze beantwoordt het werk aan de strenge classicistische en numerologische vormgevingsprincipes van de auteur, zoals een vast aantal woorden per hoofdstuk of groep hoofdstukken. In de literaire kritiek viel de roman een gemengd onthaal ten deel, waarbij grote lof en felle kritiek soms in één recensie om voorrang streden. Alle critici spraken van een sleutelroman en wezen aan welke personages op welke bestaande personen waren gebaseerd, maar gingen eraan voorbij dat een opzichtig clichématig beeld van de literaire wereld werd geschetst.

## Ontstaansgeschiedenis
Een opmerking van Joost Zwagerman, die een passage uit Meijsings roman Veranderlijk en wisselvallig schandalig vond, leidde tot het schrijven van de roman. 'Schaamteloosheid,' zo schreef Meijsing aan Zwagerman, 'is een schrijversdeugd en dat geldt vooral voor schaamte over iets jezelf betreffende.' Een doorslag van die brief werd in 2007 aangeboden samen met het bewaard gebleven handschrift in drie cahiers, die samen bijna zeshonderd foliovellen tellen. De vraagprijs voor dit - zoals Arjan Peters het noemde - 'werkhandschrift' was euro 16.500,-. Twee jaar later werd een poging gedaan het handschrift voor de helft van die prijs alsnog te veilen. Het werkhandschrift wijst uit dat hoofdpersoon Erik Provenier aanvankelijk Erik Gardenier heette - Provenier betekent 'streber'. Berekeningen op het handschrift wijzen uit dat de auteur ernaar streefde om groepjes van drie hoofdstukken te vormen van 9600 woorden per groepje. Dat kon driemaal 3200 woorden zijn, maar ook 1200, 3200 en 5200 woorden. Op de eerste pagina staat een aantekening die een soort motto lijkt: 'Niets in dit boek is waar dus hoeft niemand zich beledigd te voelen, omdat [het niet?] is geschreven om te beledigen.' Het onleesbare gedeelte had moeten uitwijzen of het boek nu wel of niet beledigend bedoeld was. Het derde cahier bevat 115 bladzijden met daarop 'Semper', een versie van Meijsings roman Altijd de vrouw (1991).

## Inhoud
Schrijver en hoofdpersoon Erik Provenier leeft al jaren in armoede, omdat het hem aan de handigheid en commerciële instelling ontbreekt om aandacht voor zijn werk te genereren. Met jaloezie en rancune, maar vooral lijdzaam ziet hij toe hoe schrijvende leeftijdsgenoten die wel over die vermogens beschikken de dienst uitmaken in de actuele literatuur. Vooral Albert Zeggers heeft succes, niet alleen als literator maar ook als vanzelfsprekend middelpunt van kroegavonden en literaire bijeenkomsten, wat Provenier met een mengeling van bewondering en afgunst vaststelt. Provenier voelt zich een tweederangsauteur en meent dat hij door zijn uitgever ook zo behandeld wordt. De omstandigheden van Provenier veranderen op slag wanneer hem een grote literaire prijs wordt toegekend. De roman is evident een sleutelroman, zoals alleen al uit de recensies blijkt. Meer dan een criticus wees op overeenkomsten met bestaande personen en droeg zo de sleutel aan om de roman te ontsluiten. Op basis van die bronnen kan de volgende 'rolverdeling' worden opgesteld.

### De sleutelroman en modellen uit de werkelijkheid
Locatie:
- A* - Amsterdam.

Schrijvers:
- Erik Provenier - Geerten Meijsing.
- Albert Zeggers - A.F.Th. van der Heijden.
- Hans Hemelrijk - Frans Kellendonk.
- Kaspar Christiaans - Kester Freriks.
- Jeroen Jonkers - Joost Zwagerman.
- Judith Cohen - Jessica Durlacher.
- Joost Bierman - Jeroen Brouwers.
- Matthèse - combinatie van Willem van Toorn (uiterlijk) en P.F. Thomése (persoonlijkheid).
- Storm - Boudewijn van Houten.
- Oke Oudt - Oek de Jong.

Uitgevers:
- Leo de Wolff - Theo Sontrop.
- Dirck de Vos - Martin Ros.
- Schultz - Johan Polak.

Uitgeverijen:
- De Partij (voorheen Vakbondspers) - De Arbeiderspers.
- Grachtenpers - Em. Querido's Uitgeverij.
- Schultz & Van Gelder - Athenaeum - Polak & Van Gennep.

Uitgaven:
- de Kwaliteitskrant - NRC Handelsblad (krant).
- de Ochtendkrant - de Volkskrant (krant).
- De Spiegel/Grachtenpost - HP/De Tijd (weekblad).
- Jong & veelbelovend - de Held (literair tijdschrift).
- Richtsnoer - Maatstaf.
- Maandschrift - Hollands Maandblad.
- Het hiernamaals - Over God (essaybundel).

De sleutel ontsluit de roman maar gedeeltelijk. Zo zijn er tal van schrijvers (en periodieken en uitgeverijen) die onder hun werkelijke naam vermeld worden, waaronder enkele auteurs die óók onder een schuilnaam optreden. Bovendien zijn er verschuivingen, bijvoorbeeld auteurs die in werkelijkheid bij een andere uitgeverij publiceerden dan de sleutel aangeeft. De figuur Matthèse is zelfs een combinatie van twee schrijvers. Zijn uiterlijk is gebaseerd op Willem van Toorn, die tegelijk met Geerten Meijsing zelf in 1988 genomineerd voor de AKO Literatuurprijs. Maar Matthèse is genomineerd voor een debuut en dat wijst op P.F. Thomése, die in 1990 als debutant genomineerd werd.

## Structuur
Luc Decorte wijst op de symmetrische bouw in 36 hoofdstukken, verdeeld in drie delen van elk 12 hoofdstukken. Decorte ziet in elk deel 'een eigen kleur' en 'een wisselende invalshoek'. Het ritme is ook steeds anders: het eerste deel beslaat vijftien jaar, het tweede nog geen jaar en het derde de weken die aan de prijsuitreiking voorafgaan. Het eerste deel beslaat jaren, namelijk de periode 1978-1987, met flashbacks naar 1969 en 1972. Het tweede beslaat maanden en loopt van augustus 1987 tot april 1988. Het derde deel ten slotte beslaat de weken van april tot eind mei 1988 wanneer de aanstaande prijsuitreiking steeds meer aanleiding is voor aandacht en beroering in de media. In werkelijkheid ligt aan de structuur zelfs een nog dwingender systematiek ten grondslag. Het werkhandschrift bewijst dat het boek 'niet het snel geschreven tussendoortje is' waarvoor het volgens criticus Arjan Peters steeds is aangezien, maar beantwoordt aan 'dezelfde classicistische en numerologische principes' die aan al het werk van Meijsing ten grondslag liggen, namelijk 96 units van 400 woorden of 12 hoofdstukken van gemiddeld 3200 woorden. Met de prijsuitreiking werd een periode, een levensfase zelfs afgesloten, is Gertjan van Schoonhoven opgevallen. Hij wijst in het Nieuwsblad van het Noorden als enige op de voetnoten in het boek, die de indruk wekken dat het om een editie gaat bedoeld voor toekomstige generaties lezers. Als voorbeeld noemt hij de correctie van de gedachten van de hoofdpersoon wanneer die de stad ervaart als drijvend op een zee van stront: 'in werkelijkheid bezat A. in deze tijd een goed functionerend rioleringssysteem, geheel los van de grachten, die bijna elk half uur gespuid werden' (p. 19)

## Receptie
Al voor verschijning was de roman controversieel: zowel A.F.Th. van der Heijden als Joost Zwagerman weigerden de presentatie van de roman op zich te nemen. Alle critici wijzen erop dat het om een sleutelroman gaat en elke criticus noemt figuren uit de literaire wereld die herkenbaar in de roman zijn beschreven, maar geen criticus komt op de gedachte dat hij wellicht met een parodie op het genre van de sleutelroman te maken heeft. Gertjan Van Schoonhoven trekt geen conclusies uit zijn observatie dat Meijsing 'weinig meer [doet] dan herhalen wat iedereen zich al bij "de grachtengordel" voorstelde.' In Vrij Nederland van 29 augustus 1992 wierp criticus Carel Peeters twee bezwaren op tegen de roman, die hij opvatte als een poging om een verdorven literair klimaat te schetsen. Ten eerste meende hij dat de auteur 'geen echt snijdend portret' van de literaire wereld in Amsterdam heeft gegeven, vermoedelijk omdat hij te lang in Toscane had gewoond en zich dus heeft moeten baseren op wat daarover gepubliceerd werd. Ten tweede was er volgens Peeters 'geen solide basis voor de filippica' die de roman zou zijn, omdat de kwaliteiten van Meijsing nooit zijn miskend. Ook wijst Peeters op de opzichtige kunstmatigheid van de roman, die hij deels verantwoordelijk acht voor 'het gratuite en belachelijke' van het boek, maar merkt ook op dat het gefulmineer 'stilistisch soms grote hoogten' bereikt, 'hij laat geen steek vallen'.
Sitniakowsky oordeelt in De Telegraaf heel anders over de stijl. Niet alleen treft hij 'moeizaam, niet zelden krom Nederlands' aan, hij geeft daarvan ook enkele voorbeelden. Hij concludeert dat het gaat om een 'wraakoefening' van een schrijver die zich 'als een blaag laat kennen.' Net als Peeters merkt Luc Decorte op dat de roman voor een sleutelroman 'te braaf en ongevaarlijk' is, maar ziet de kracht van het boek juist in die aspecten waar Peeters geen waardering voor heeft, namelijk 'in de vele bladzijden waar de auteur (...) uitweidt over de betekenis van boeken, schrijvers en uitgevers in deze waanzinnige 20ste eeuw (...), over het vernederende beurzen- en prijzensysteem, over de rol van de media bij de verspreiding van de literatuur.' Volgens Sitniakowsky had een redacteur juist in die 'quasi-diepzinnige overpeinzingen' het mes moeten zetten. . Weinig critici zien in de roman nog iets anders dan uitsluitend een uit rancune geboren wraakoefening, maar volgens Gertjan van Schoonhoven in het Nieuwsblad van het Noorden klinkt er 'ook iets van boze spijt in door, zeker waar het zijn "generatie" betreft.' Om die reden situeert hij het boek als volgt tussen andere sleutelromans: 'De onderliggende toon van De grachtengordel ligt daardoor uiteindelijk iets dichter bij, zeg maar, Bij nader inzien dan bij Hermans' Onder professoren.'